# Česko na Halovém mistrovství Evropy v atletice 2005

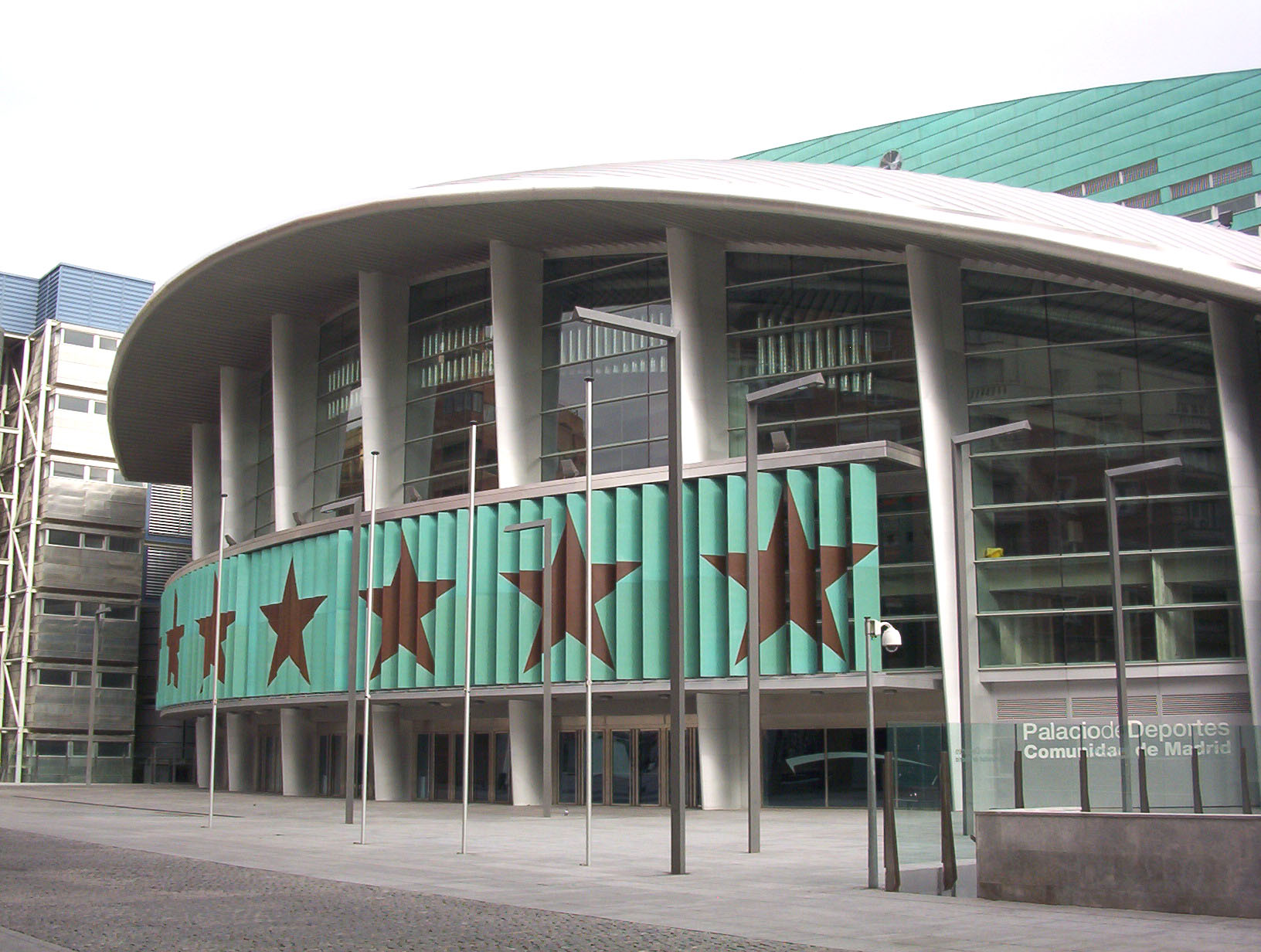
Hala Palacio de Deportes

Halového ME v atletice 2005 se ve španělském Madridu ve dnech 4. – 6. března zúčastnilo 16 českých atletů (10 mužů a 6 žen). V bodovém hodnocení se Česko umístilo na 12. místě s 25 body.
O jediný český medailový úspěch se postaral vícebojař Roman Šebrle, jenž výkonem 6 232 bodů obhájil titul halového mistra Evropy v sedmiboji. Těsně pod stupni vítězů, na 4. místě skončil výškař Jaroslav Bába. Mezi ženami stejného výsledku dosáhla trojskokanka Šárka Kašpárková. Do finálových bojů postoupila také tyčkařka Pavla Hamáčková (6. místo) a výškařka Iva Straková (7. místo). Finálovou účast si připsal rovněž výškař Svatoslav Ton, který obsadil 7. místo. Horši bilanci zaznamenali čeští atleti pouze na halovém evropském šampionátu v Paříži v roce 1994, kde zůstali bez cenného kovu.

## Výsledky

### Muži
| Atlet            | Disciplína    | Kvalifikace | Kvalifikace | Rozběh  | Rozběh   | Semifinále  | Semifinále  | Finále      | Finále      |
| Atlet            | Disciplína    | Výkon       | Umístění    | Výkon   | Umístění | Výkon       | Umístění    | Výkon       | Umístění    |
| ---------------- | ------------- | ----------- | ----------- | ------- | -------- | ----------- | ----------- | ----------- | ----------- |
| Jiří Vojtík      | 200 m         |             |             | 20,93 s | 6.       | 21,11 s     | 6.          | nepostoupil | nepostoupil |
| Michal Šneberger | 1500 m        |             |             | 3:49,49 | 19.      |             |             | nepostoupil | nepostoupil |
| Stanislav Sajdok | 60 m přek.    |             |             | 7,89 s  | 23.      | nepostoupil | nepostoupil | –           | –           |
| Jaroslav Bába    | Skok do výšky | 2,30 m      | 5.          |         |          |             |             | 2,30 m      | 4.          |
| Tomáš Janků      | Skok do výšky | 2,23 m      | 16.         |         |          |             |             | nepostoupil | nepostoupil |
| Svatoslav Ton    | Skok do výšky | 2,30 m      | 6.          |         |          |             |             | 2,27 m      | 7.          |
| Štěpán Wagner    | Skok daleký   | 7,44 m      | 26.         |         |          |             |             | nepostoupil | nepostoupil |
| Petr Stehlík     | Vrh koulí     | 19,36 m     | 14.         |         |          |             |             | nepostoupil | nepostoupil |

Sedmiboj
| Petr Svoboda  | Sedmiboj    |          |      |          |
| Petr Svoboda  | Disciplína  | Výsledek | Body | Umístění |
| ------------- | ----------- | -------- | ---- | -------- |
|               | Běh na 60 m | 6,90 s   | 918  |          |
| Skok daleký   | DNS         |          |      |          |
| Vrh koulí     |             |          |      |          |
| Skok do výšky |             |          |      |          |
| 60 m přek.    |             |          |      |          |
| Skok o tyči   |             |          |      |          |
| Běh na 1000 m |             |          |      |          |
| Celkově       |             |          | DNF  | –        |

| Roman Šebrle  | Sedmiboj    |          |       |               |
| Roman Šebrle  | Disciplína  | Výsledek | Body  | Umístění      |
| ------------- | ----------- | -------- | ----- | ------------- |
|               | Běh na 60 m | 7,06 s   | 861   |               |
| Skok daleký   | 7,57 m      | 952      |       |               |
| Vrh koulí     | 15,27 m     | 806      |       |               |
| Skok do výšky | 2,09 m      | 887      |       |               |
| 60 m přek.    | 8,17 s      | 939      |       |               |
| Skok o tyči   | 5,00 m      | 910      |       |               |
| Běh na 1000 m | 2:39,64     | 877      |       |               |
| Celkově       |             |          | 6 232 | Zlatá medaile |

### Ženy
| Atletka              | Disciplína    | Kvalifikace | Kvalifikace | Rozběh | Rozběh   | Semifinále | Semifinále | Finále       | Finále       |
| Atletka              | Disciplína    | Výkon       | Umístění    | Výkon  | Umístění | Výkon      | Umístění   | Výkon        | Umístění     |
| -------------------- | ------------- | ----------- | ----------- | ------ | -------- | ---------- | ---------- | ------------ | ------------ |
| Lucie Martincová     | 60 m přek.    |             |             | 8,10 s | 10.      | 8,20 s     | 14.        | nepostoupila | nepostoupila |
| Iva Straková         | Skok do výšky | 1,92 m      | 9.          |        |          |            |            | 1,89 m       | 7.           |
| Pavla Hamáčková      | Skok o tyči   | 4,40 m      | 7.          |        |          |            |            | 4,55 m       | 6.           |
| Martina Darmovzalová | Skok daleký   | 6,26 m      | 14.         |        |          |            |            | nepostoupila | nepostoupila |
| Denisa Ščerbová      | Skok daleký   | 6,28 m      | 13.         |        |          |            |            | nepostoupila | nepostoupila |
| Martina Darmovzalová | Trojskok      | 13,31 m     | 17.         |        |          |            |            | nepostoupila | nepostoupila |
| Šárka Kašpárková     | Trojskok      | 14,17 m     | 5.          |        |          |            |            | 14,34 m      | 4.           |